# Clotilde asseguda en un sofà
Clotilde asseguda en un sofà és un quadre de 1910 del pintor valencià Joaquim Sorolla realitzat en oli sobre llenç. Les seves dimensions són de 180 × 110 cm.
Es tracta d'un retrat de l'esposa de l'artista, Clotilde García del Castillo, asseguda i dirigint la mirada a l'espectador. Es presenta com una dona refinada, reflex de l'estatus social assolit i mirall de l'èxit artístic del seu marit. Clotilde vesteix un vestit blanc i delicades sabates de ras, però apareix amb un llibre a la falda, com si fos interrompuda pel pintor en un moment de lectura. Clotilde va vestida de gran gala, aparentant no posar, sinó simplement estar, però amb una absoluta naturalitat. Sorolla va pintar el vestit directament sobre la preparació del llenç per aconseguir les qualitats de les transparències de la gasa.
S'exposa en el Museu Sorolla, Madrid.